# Porto marittimo di Poti
Il porto marittimo di Poti (in georgiano ფოთის საზღვაო ნავსადგური?, p’ot’is sazghvao navsadguri) è un importante porto marittimo della costa orientale del Mar Nero, nei pressi della foce del fiume Rioni a Poti, in Georgia. Il codice UN/LOCODE è GEPTI e si trova alle coordinate geografiche 42°09′18″N 41°39′16″E.
Il porto marittimo di Poti è un punto d'incrocio del corridoio trans-caucasico/TRACECA, un progetto multinazionale che collega il porto rumeno di Constanţa e il porto bulgaro di Varna con i paesi senza sbocco sul mare della regione del Caspio e dell'Asia centrale.

## Storia
La costruzione di un porto marittimo a Poti fu concepita poco dopo il 1828, quando l'Impero Russo conquistò la città dall'Impero Ottomano che la controllava sin dal frazionamento del Regno di Georgia. Nel 1858 Poti ottenne lo status di città portuale, ma fu solo nel 1899 quando, sotto il patrocinio del suo sindaco Niko Nikoladze, la costruzione fu accelerata e infine completata nel 1907. Da allora il porto marittimo è stato ricostruito più volte, l'ultimo con il patrocinio del governo olandese e dell'Unione Europea.
Nel 2007, la portata totale era di 7,7 milioni di tonnellate e la movimentazione dei container si aggirava sui 185.000 TEU.

## Privatizzazione

Veduta aerea del porto

Nell'aprile 2008, la Georgia ha venduto una quota del 51% dell'area portuale di Poti alla Ras Al Khaimah Investment Authority (RAKIA), una società di proprietà dell'emirato di Ras al-Khaimah, appartenente agli Emirati Arabi Uniti (EAU). RAKIA è stata incaricata alla gestione del nuovo terminal portuale e, attraverso la sua controllata georgiana RAKIA Georgia Free Industrial Zone LLC,  per lo sviluppo di una Zona Industriale Libera (FIZ) e per una concessione della durata di 49 anni. La nuova FIZ è stata ufficialmente inaugurata dal presidente della Georgia Mikheil Saakashvili il 15 aprile 2008. Nel 2009, RAKIA UAE ha acquisito la restante quota del 49% del porto. Tuttavia, a seguito della crisi del debito di Dubai del novembre 2009, lo sceicco Sheikh Saud Bin Saqr ha deciso di vendere la maggior parte delle attività detenute all'estero nell'ottobre 2010. Questa attenzione alle priorità interne è stata spiegata dalla controversa successione a Ras al-Khaimah in seguito alla morte del padre di Saud, lo sceicco Saqr Bin Muhammad Al Qasimi. Successivamente, l'80% del porto è stato venduto nell'aprile 2011 ad APM Terminals, un'unità della danese AP Moller-Maersk. L'8 settembre 2011, RAKIA Georgia FIZ ha deciso di alienare il 15 per cento delle sue azioni a favore dell'uomo d'affari georgiano Gela ("Zaza") Mikadze in riconoscimento della sua gestione, rendendolo un partner di minoranza nella FIZ. Mikadze possiede queste azioni attraverso la società britannica Manline Projects LLP, di proprietà di società offshore appartenenti a Mikadze.